# Kanton Saint-Avertin
Saint-Avertin is een voormalig kanton van het Franse departement Indre-et-Loire. Het kanton maakte deel uit van het arrondissement Tours. Het werd opgeheven door het decreet van 18 februari 2014 met uitwerking op 22 maart 2015.
Het kanton omvatte uitsluitend de gemeente Saint-Avertin, die werd overgeheveld naar het kanton Saint-Pierre-des-Corps.